# Pierreclanis
Pierreclanis este un gen de molii din familia Sphingidae. Conține o singură specie, Pierreclanis admatha, care este întâlnită în Guinea, Coasta de Fildeș, Camerun, Republica Centrafricană, Republica Democrată Congo, Republica Congo, Gabon și Ghana.